# David Zogg
David Zogg född 18 december 1902, död 26 juli 1977 var en schweizisk alpin skidåkare. 
Zogg blev den första världsmästaren i slalom då han vann guldet vid Världsmästerskapen i alpin skidsport 1931. Han vann även guldet i störtlopp vid VM i St. Moritz 1934. Samt tvåa i slalom därmed vann han även kombinationen.
Han tävlade även i nordisk kombination och deltog i Olympiska vinterspelen 1928 och kom på 16:e plats. På 1930-talet deltog han även i några skidfilmer.